# Papa Gregorio III
Gregorio III (Siria, 690 – Roma, 28 novembre 741) è stato il 90º papa della Chiesa cattolica, che lo venera come santo, dal 731 fino alla sua morte.

## Biografia
Siro di nascita (e ultimo pontefice romano non europeo prima dell'elezione di papa Francesco nel 2013), succedette a Gregorio II venendo eletto il 18 marzo 731 per acclamazione popolare. Il suo pontificato fu influenzato  dagli stessi avvenimenti del predecessore: l'avanzare dei longobardi in Italia, il contrasto verso l'eresia iconoclasta (che con Gregorio ebbe un avversario implacabile), i problemi anche politici con Leone III Isaurico.

### La controversia iconoclasta
Dopo l'avvenuta elezione, l'imperatore Leone III Isaurico volle firmare personalmente il provvedimento di approvazione. Leone III sperava con quel gesto di propiziare buoni rapporti con Roma ed ottenere una posizione più moderata sulla controversia iconoclasta. L'anno prima dell'elezione di Gregorio, nel 730, Leone III aveva emanato un editto con il quale aveva ordinato la distruzione di tutte le icone religiose. In pratica, non essendoci né nell'islam né nell'ebraisimo il culto delle immagini sacre, il provvedimento era rivolto solo ai cristiani. In sostanza, tutte le immagini sacre dovevano essere rimosse dalle chiese. Contemporaneamente Leone III convocò un silentium (un'assemblea) a cui impose la promulgazione dell'editto.
La risposta di Gregorio non fu quella che Leone si attendeva. Il pontefice gli comunicò la sua perfetta adesione alla linea di comportamento ed alle decisioni assunte dal predecessore Gregorio II, che si era dichiarato assolutamente contrario a tale iniziativa. Il tono della risposta era talmente deciso e brusco che il messo incaricato di recapitare il messaggio all'imperatore inizialmente si rifiutò di compiere la missione. Essendovi stato costretto partì ma, durante il viaggio, fu arrestato dai bizantini impedendogli di arrivare a Costantinopoli. Gregorio riunì allora un sinodo il 1º novembre 731, cui parteciparono 93 vescovi. I vescovi furono tutti concordi nel condannare l'iconoclastia e stabilirono la scomunica per chi avesse osato distruggere le icone. Un secondo messaggero inviato a Costantinopoli subì la stessa sorte del primo: Leone III non voleva che giungessero a Costantinopoli decisioni di Roma contrarie alle sue posizioni su questioni di fede perché avrebbero ostacolato la sua politica iconoclasta.
L'imperatore, attaccato frontalmente, gli rispose sottraendo i Balcani e l'Asia Minore alla giurisdizione della Santa Sede. In pratica estromise la Chiesa di Roma dall'Oriente. La pressione imperiale sul papa si concretizzò ulteriormente nella confisca di tutti i patrimoni della Chiesa nel Ducato di Calabria e in Sicilia, regioni che erano sotto il controllo bizantino e, allo stesso tempo, nell'impartire l'ordine, a quei vescovi, di recarsi a Costantinopoli per la consacrazione. Per recuperare il danno economico arrecato alle finanze del papato, che fu enorme, Gregorio cercò di recuperare acquistando più tardi il castello di Gallese, nella Tuscia, che tra l'altro assicurava il collegamento con Ravenna, capitale dell'Esarcato d'Italia. Gregorio tentò di placare i dissidi con l'imperatore, ma i suoi sforzi furono vani e le tensioni rimasero.

### Azione politico-diplomatica

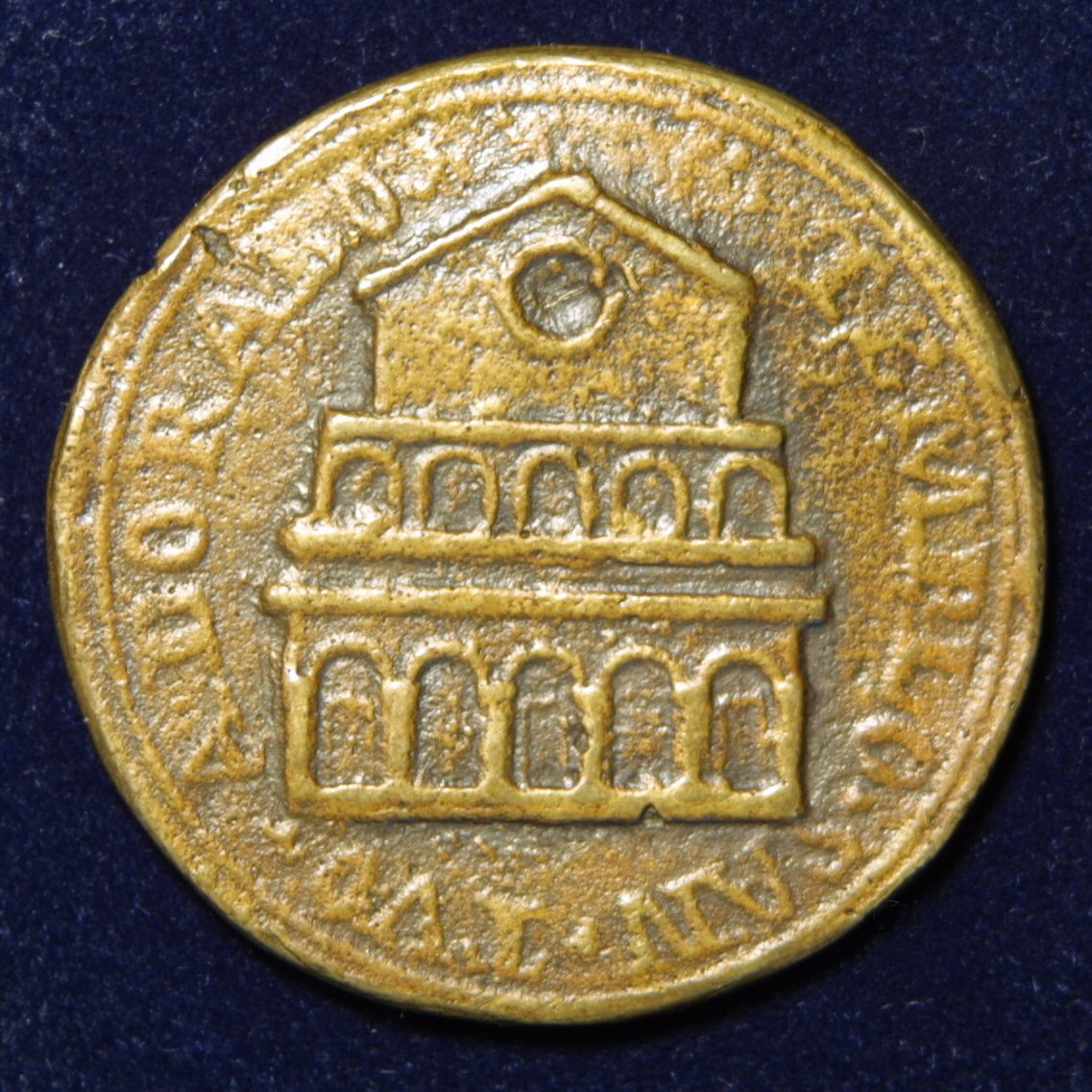
Medaglia di papa Gregorio III (rovescio)

L'acquisizione di Gallese era stata il frutto di segrete intese con il duca di Spoleto, il longobardo Trasamondo II, il quale, seguito poi dal duca di Benevento Godescalco (anch'egli longobardo), cercava di ottenere l'indipendenza dal re Liutprando. Quest'ultimo si rese conto del tradimento dei duchi e delle intenzioni del papa e nel 738 si mosse contro Spoleto, riconquistando facilmente la città. Nel frattempo il duca Trasamondo si era rifugiato a Roma. Gregorio si rifiutò di consegnarlo a Liutprando e il re longobardo reagì devastando i territori della campagna romana e conquistando importanti città come Ameria, Orte, Bomarzo e Blera, dove insediò propri presidi pronti ad assalire Roma, per poi rientrare nella sua capitale Pavia. Scongiurato il pericolo imminente, Trasamondo riuscì a riprendere Spoleto, ma non se la sentì di avventurarsi in un'azione di forza in favore del papa per riconquistare le città prese dai Longobardi nella campagna romana.
Sentendosi abbandonato e in pericolo, nel 739 Gregorio fece una mossa che, sebbene non abbia sortito alcun risultato immediato, avrebbe indirizzato gli avvenimenti della storia d'Europa per i secoli successivi: si rivolse a Carlo Martello, Maggiordomo di palazzo del regno franco di Austrasia e Neustria, chiedendo esplicitamente aiuto militare contro i Longobardi. Carlo accolse cordialmente i messi pontifici, accettò i doni ma non pensò minimamente di intervenire, sia perché era personalmente imparentato con la casa regnante longobarda, sia perché la presenza longobarda in Italia costituiva una sorta di "cuscinetto" tra i regni franchi e l'impero bizantino, la cui eccessiva vicinanza si sarebbe potuta rivelare pericolosa, sia anche perché al momento era impegnato nella guerra contro gli Arabi che dalla Spagna erano penetrati in Francia. Con una seconda lettera, inviata nel 741, il papa giocò la carta estrema: offrì a Carlo Martello, in cambio dell'aiuto militare, addirittura il titolo di consul dell'Urbe (cioè, in pratica, la responsabilità della giurisdizione militare di Roma): era evidentemente un grosso errore politico, in quanto la città era pur sempre, anche se nominalmente, sotto la giurisdizione imperiale. Per Carlo avrebbe significato la guerra anche contro Costantinopoli, oltre che contro i Longobardi, e rifiutò.

### Evangelizzazione dell'Europa settentrionale

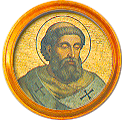
Mosaico di Gregorio nella basilica di San Paolo fuori le mura

Contemporaneamente all'attività politico-diplomatica, le iniziative di Gregorio furono volte alla prosecuzione dell'impegno del suo predecessore nell'evangelizzazione dell'Europa settentrionale, che Gregorio II aveva affidato al monaco anglosassone Wynfrith (ribattezzato Bonifacio), il quale, ottenuto il pallio vescovile e appoggiato pienamente nella sua missione da Carlo Martello, nel 738 aveva assunto i poteri di Vicario della Chiesa di Roma nella Baviera, ormai completamente cristianizzata. Bonifacio comunque non trascurò la Chiesa anglosassone, concedendo il pallio anche ad Ecgbert, arcivescovo di York, ed a Tatwin, arcivescovo di Canterbury. Per la loro importante opera missionaria ottennero il pallio anche Willibald, in Boemia, e Beda in Inghilterra. Per contrastare le ultime resistenze di paganesimo nel nord Europa papa Gregorio spostò la festa di Tutti i Santi dal 13 maggio al 1º novembre, allo scopo di sovrapporla alla festa celtica di Samhain (Halloween).
Gregorio vietò ai cristiani la consumazione di carne di cavallo, definita in una lettera scritta a Wynfrith-Bonifacio nel 732, in risposta a vari quesiti del missionario sull'evangelizzazione dei popoli del nord Europa, un cibo immundum et execrabile: chi l'avesse mangiata avrebbe dovuto fare penitenza, dato che la consumazione di carne equina aveva connotazioni legate con il paganesimo.
Gregorio III morì il 28 novembre 741, prima di conoscere la seconda risposta negativa di Carlo Martello alla sua richiesta d'aiuto, e fu sepolto in San Pietro.

## Culto
Papa Gregorio III è venerato come santo dalla Chiesa cattolica e dalle Chiese ortodosse, e la sua memoria liturgica cade il 10 dicembre.
Il Martirologio Romano così lo ricorda: 

## Successione apostolica
La successione apostolica è:
- Vescovo Vivilo di Passavia (739)